# Ernesto Antuña García
Ernesto Antuña García (Madrid, 29 de marzo de 1904-París, 29 de noviembre de 1965) fue un político y sindicalista español.

## Biografía
Nacido en Madrid en 1904, fue trabajador de la compañía de seguros La Unión y el Fénix. Miembro del Partido Socialista Obrero Español (PSOE), también estuvo afiliado a la Unión General de Trabajadores (UGT). Tras el estallido de la Guerra civil se unió a las fuerzas republicanas, llegando a formar parte de comisario político del Ejército Popular de la República. Durante la contienda ejerció como comisario de la 66.ª Brigada Mixta y, posteriormente, de la 16.ª División.
Tras el final de la contienda se exilió en Francia, donde formó parte de los agrupaciones de trabajadores forzosos que se formaron con los republicanos españoles exiliados. Llegaría a colaborar con las Fuerzas aliadas en 1944, en el contexto de la Segunda Guerra Mundial. A finales de 1951 se instaló en París, donde se incorporaría a las secciones de la UGT y el PSOE; entre 1955 y 1961 formó parte de la comisión revisora de cuentas del PSOE en el exilio. Falleció en París en 1965.